# Bénédictine

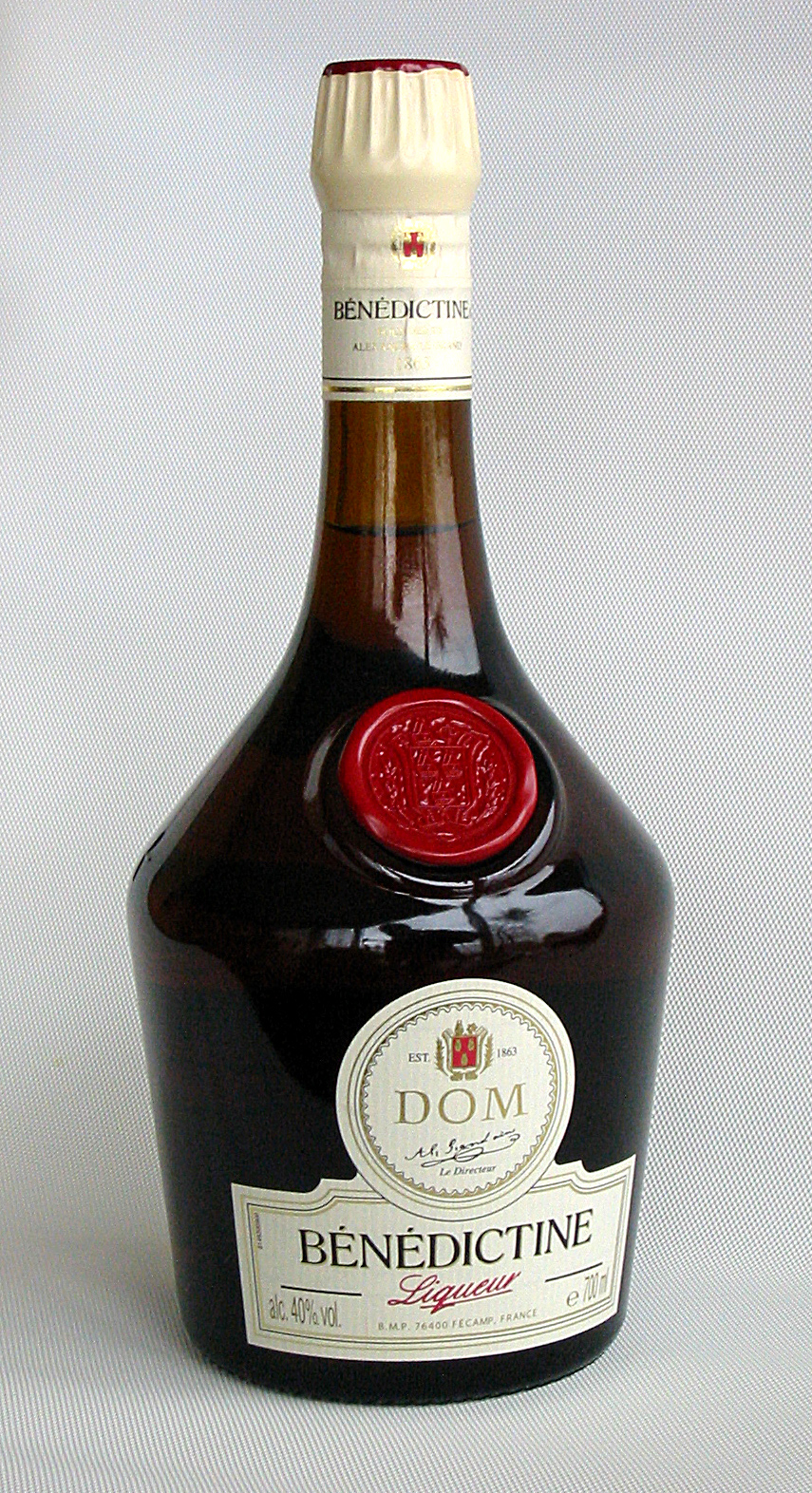
En flaska Bénédictine

Bénédictine, även kallad Benediktinerlikör eller Munklikör är en örtlikör, ursprungligen framställd i benediktinklostret i staden Fécamp i Seine-Maritime.
Receptet skall ha komponerats 1510 italienske munken Don Bernardo Vincelli. Sedan klostret stängts i samband med franska revolutionen låg produktionen nere. Den återupptogs 1863 av en privat fabrikör i Fécamp.
Likören tillverkas på konjaksbas och innehåller bland annat kryddorna koriander, isop, kardemumma, pomerans och timjan. Alkoholstyrkan låg ursprungligen på omkring 50 % men har senare sänkts till 40 %. Flaskan bär initialerna D.O.M. hämtade från den romerska tempelinskriften Deo optimo maximo ("åt den bäste och högste guden").